# Гробіанська література
Гробіанська література (нім. grob — грубий, der Grobian — грубіян) — течія в німецькій літературі XV–XVI ст., зумовлена запереченням поезії мінезингерів, пов'язана із настановами «поводження за столом». Гробіанська література спостерігалася у шванках, фастнахтшпілях, спрямовувалася на висміювання непристойності, простацтва, вульгарності. Основний твір цієї течії — «Гробіанус» (1549) Ф. Дедекінда, написаний дистихом латинською мовою. Елементи гробіанської літератури наявні у «Кораблі дурнів» (1494) С.Бранта, у творчості Г.Сакса та ін. письменників тогочасної Німеччини.